# Tim Borys
Tim Borys (* 1991 in Zürich als Tim Boris Bettermann) ist ein schweizerisch-deutscher Schauspieler.

## Leben
Tim Bettermann wurde als Sohn der Schauspielerin Sabina Schneebeli und des Schauspielers Bernhard Bettermann geboren. Von 2002 bis 2011 erhielt er eine Gesangsausbildung bei den Zürcher Sängerknaben und am Gymnasium Unterstrass in Zürich. Nach der Matura ging er nach New York City, wo er ab 2012 am William Esper Studio eine Schauspielausbildung erhielt, die er 2014 abschloss. Anschließend bekam er eine Rolle in dem spanischen Independent-Film Isla Bonita des Regisseurs Fernando Colomo, der seine Premiere am Festival Internacional de Cine de San Sebastián 2015 hatte.
2015/16 verkörperte er bei den Kempf Theatergastspielen im Stück Krach im Hause Gott unter der Regie von Nikolaus Büchel die Rolle des Jesus, am Anhaltischen Theater Dessau stand er in Braver Soldat Johnny unter der Regie seines Vaters auf der Bühne. An den Hamburger Kammerspielen war er 2017 in Zorn von Joanna Murray-Smith in einer Inszenierung von Harald Clemen als Joe zu sehen.
Filmhauptrollen hatte er unter anderem im deutschen Film Halt! Los! (2017) von Regisseur Moritz Becherer und im österreichischen Spielfilm Ein wilder Sommer – Die Wachausaga (2018) von Anita Lackenberger, in dem er die Rolle des Kurt verkörperte. In der Miniserie Servus Baby des Bayerischen Rundfunks war er 2018 in der Rolle des Tom zu sehen. Für die Folge Irritationen der ARD-Serie In aller Freundschaft stand er 2020 zum ersten Mal gemeinsam mit seinem Vater vor der Kamera.
In der ARD-Serie Sturm der Liebe übernahm er ab Folge 4046 (6. Juni 2023) die Rolle des Chauffeurs Julian Specht. In Folge 4168 (18. Dezember 2023) hatte er seinen letzten Auftritt in der Serie.

## Filmografie (Auswahl)
- 2013: Tauchä (Kurzfilm)
- 2014: Real New York City Muggings (Kurzfilm)
- 2015: Isla Bonita
- 2017: Schneeblind
- 2017: Blue My Mind
- 2017: Goliath
- 2017: Halt! Los!
- 2018: Drifted
- 2018: Servus Baby
- 2018: Ein wilder Sommer – Die Wachausaga
- 2019: Der Kurier – Sein Leben für die Freiheit (Kurier)
- 2020: In aller Freundschaft – Irritationen (Fernsehserie)
- 2021: Zwei ist eine gute Zahl
- 2021: Ein Sommer in Istrien
- 2022: Tatort: Schattenkinder
- 2023: Sturm der Liebe (Fernsehserie, 122 Folgen)